# Jaroslav Bába
Jaroslav Bába (* 2. září 1984 v Karviné, Československo) je bývalý český atlet, jehož specializací byl skok do výšky. Jeho největší sportovní úspěchy pochází z roku 2004, kdy vybojoval bronzové medaile na halovém MS v Budapešti a na Letních olympijských her v Athénách. V roce 2011 získal stříbro na halovém ME v Paříži. Dnes je trenérem mladých výškařů.

## Kariéra
První úspěch zaznamenal v roce 2003 ve finském Tampere, kde se stal juniorským mistrem Evropy. V roce 2005 skončil čtvrtý na halovém ME v Madridu a v létě se stal v německém Erfurtu mistrem Evropy do 23 let. V lednu roku 2006 splnil limit na halové mistrovství světa, které hostila Moskva. Halovou sezónu však předčasně ukončilo těžké poranění kotníku, které si český výškař přivodil v únoru na mítinku v německém Weinheimu. Rekonvalescence trvala déle, než podle původních předpokladů a Jaroslav musel zapomenout i na evropský šampionát v Göteborgu. O rok později se nekvalifikoval na halové ME do Birminghamu, když jeho nejlepším výkonem v halové sezóně bylo 215 cm. V létě naopak prošel sítem kvalifikace na letním MS v Ósace, kde skončil ve finále na 8. místě.
Po neúspěchu na halovém ME 2009 v Turíně, kde poprvé vypadl v kvalifikaci se rozhodl pro změnu trenéra. Trenéra Aleše Dudu nahradil Jan Janků st., otec bývalých výškařů Jana a Tomáše Janků. Na MS 2009 odjížděl do Berlína jako jeden z adeptů na medaili. Před MS překonal hned ve čtyřech závodech výšku 231 cm, v Londýně dokonce 233 cm, což byl jeho nejlepší výsledek od zranění kotníku. Ve finále, které bylo kvůli průtrži mračen o dvě hodiny posunuto skončil na děleném 5. místě. Nad jeho síly byla výška 228 cm. Páté místo obsadil také na evropském šampionátu v Barceloně v roce 2010.
K velkým úspěchům se vrátil 5. března 2011, kdy na halovém ME v Paříži získal stříbrnou medaili za výkon 234 cm. Těsně pod stupni vítězů, na 4. místě naopak skončil na světovém šampionátu v jihokorejském Tegu, kde ho o bronzovou medaili připravil horší technický zápis na výšce 229 cm, kterou překonal třetím pokusem. Následnou výšku 232 cm dokázal překonat napoprvé stejně jako Trevor Barry z Baham, ten však 229 cm vynechal a bral bronz.
Sítem kvalifikace nedokázal projít na halovém MS 2012 v tureckém Istanbulu, stejně jako na předchozím světovém halovém šampionátu v katarském Dauhá v roce 2010. Dne 11. června 2012 překonal na memoriálu Josefa Odložila v Praze 228 cm, čímž splnil mírnější B limit pro účast na Letních olympijských hrách v Londýně. Na konci června pak obsadil dělené 8. místo na evropském šampionátu v Helsinkách, kde zdolal 224 cm. Nad jeho síly byla výška 228 cm, která by znamenala zisk medaile. Na této výšce skončilo i dalších pět výškařů a dál pokračovala pouze trojice Robert Grabarz (zlato), Raivydas Stanys (stříbro) a Mickaël Hanany (bronz). Na olympiádě v Londýně nenapodobil své předchozí účasti na hrách v Athénách a Pekingu, kde postoupil do finále a skončil v kvalifikaci.
V roce 2013 se výkonem 231 cm kvalifikoval na Mistrovství světa v atletice v Moskvě.
V roce 2014 startoval na evropském šampionátu v Curychu. Výkonem 230 cm skončil těsně čtvrtý za ruským výškařem Uchovem. Na základě rozhodnutí mezinárodní sportovní arbitráže (CAS) získal dodatečně bronzovou medaili, arbitráž totiž potrestala za porušení dopingových pravidel dvanáctku ruských atletů, mezi nimiž byl také Ivan Uchov.
Dne 26. srpna 2018 oznámil, že ukončil sportovní kariéru.

### Domácí úspěchy
Je trojnásobným vítězem Hustopečského skákání (2003 - 05), dvojnásobným vítězem mítinku Beskydská laťka (2003 a 2004) a vítězem mítinku Novinářská laťka (2009, 2011), Ostravská laťka (2008, 2011) a Brněnská laťka (2011).

### Osobní rekordy
- hala – 237 cm – 5. února 2005, Arnstadt
- dráha – 236 cm – 8. července 2005, Řím (národní rekord)

### Úspěchy
| Rok  | Závod                              | Místo                | Umístění    | Výkon  |
| ---- | ---------------------------------- | -------------------- | ----------- | ------ |
| 2001 | Mistrovství světa do 17 let        | Debrecín, Maďarsko   | 10.         | 2,05 m |
| 2002 | Mistrovství světa juniorů          | Kingston, Jamajka    | 8.          | 2,18 m |
| 2003 | Halové MS 2003                     | Birmingham, Anglie   | 9.          | 2,25 m |
| 2003 | Mistrovství Evropy juniorů         | Tampere, Finsko      | 1.          | 2,28 m |
| 2003 | Mistrovství světa v atletice 2003  | Paříž, Francie       | 11.         | 2,25 m |
| 2004 | Halové MS 2004                     | Budapešť, Maďarsko   | 3. =        | 2,25 m |
| 2004 | Letní olympijské hry 2004          | Athény, Řecko        | 3.          | 2,34 m |
| 2004 | Světové atletické finále           | Monte Carlo, Monako  | 7.          | 2,23 m |
| 2005 | Halové ME 2005                     | Madrid, Španělsko    | 4.          | 2,30 m |
| 2005 | ME do 23 let 2005                  | Erfurt, Německo      | 1.          | 2,29 m |
| 2005 | Mistrovství světa v atletice 2005  | Helsinky, Finsko     | 5.          | 2,29 m |
| 2005 | Světové atletické finále           | Monte Carlo, Monako  | 7.          | 2,20 m |
| 2007 | Mistrovství světa v atletice 2007  | Ósaka, Japonsko      | 8.          | 2,26 m |
| 2008 | Halové MS 2008                     | Valencie, Španělsko  | 9.          | 2,23 m |
| 2008 | Letní olympijské hry 2008          | Peking, Čína         | 6.          | 2,29 m |
| 2009 | Halové ME 2009                     | Turín, Itálie        | kvalifikace | 2,17 m |
| 2009 | Mistrovství světa v atletice 2009  | Berlín, Německo      | 5. =        | 2,23 m |
| 2009 | Světové atletické finále           | Soluň, Řecko         | 2.          | 2,32 m |
| 2010 | Mistrovství Evropy v atletice 2010 | Barcelona, Španělsko | 5.          | 2,26 m |
| 2011 | Halové ME 2011                     | Paříž, Francie       | 2.          | 2,34 m |
| 2011 | Mistrovství světa v atletice 2011  | Tegu, Jižní Korea    | 4.          | 2,32 m |